# خوان فيليبي هيريرا
خوان فيليبي هيريرا (بالإنجليزية: Juan Felipe Herrera)‏ هو شاعر أمريكي، ولد في 27 ديسمبر 1948 في فاولير في الولايات المتحدة.

## وصلات خارجية
- خوان فيليبي هيريرا على موقع الموسوعة البريطانية (الإنجليزية)
- خوان فيليبي هيريرا على موقع ميوزك برينز (الإنجليزية)
- خوان فيليبي هيريرا على موقع ديسكوغز (الإنجليزية)